# Roger Schank
Roger Schank (nascut el 1946) és un teòric estatunidenc en intel·ligència artificial, psicologia cognitiva, ciències de l'educació, endemés de reformador educatiu i empresari.

## Carrera acadèmica
Schank va ser guardonat amb un doctorat en lingüística a la Universitat de Texas a Austin i va anar a treballar en càrrecs docents a la Universitat Stanford i després a Universitat Yale. En 1974 esdevingué professor de ciències de la computació i psicologia a la Universitat Yale. En 1981, Schank fou nomenat cap de ciències de la computació a Yale i director del Projecte d'Intel·ligència Artificial a Yale.
En 1989, Schank va rebre 30 milions $ en un compromís de 10 anys per la seva investigació i desenvolupament per Andersen Consulting, cosa que li va permetre sortir de Yale i crear l'Institute for the Learning Sciences (ILS) a la Universitat Northwestern de Chicago, amb uns 25 col·legues seus de Yale. L'ILS va atraure altres patrocinadors corporatius com IBM i Ameritech, així com patrocinadors del govern com l'Exèrcit dels Estats Units, l'EPA i la Guàrdia Nacional, conduint a un enfocament en el desenvolupament de programari educatiu, especialment en la capacitació d'empleats. L'ILS fou absorbit més tard per la School of Education com a departament separat.
Quan el 2002 es va establir el campus Silicon Valley de la Universitat Carnegie Mellon Schank en fou nomenat oficial en cap educacional.

## Carrera empresarial
Mentre era a Yale el 1979, Schank Schank va ser dels primers en "aprofitar l'esperat boom" en AI quan va fundar Cognitive Systems, una companyia que va sortir a borsa el 1986. Schank va renunciar com a president i director executiu el 1988 per motius personals, però es va mantenir com a membre del consell i assessor.
En 1994, Schank fundà Cognitive Arts Corporation (originalment anomenada Learning Sciences Corporation) per comercialitzar el programari desenvolupat en l'ILS i dirigir l'empresa fins que va ser venuda el 2003.
En 2001 va fundar Socratic Arts, una companyia que comercialitza programari e-learning tant a escoles com a empresaris.
En 2008, Schank construí un currículum centrat en la història (SCC) a la Business Engineering School de La Salle International Graduate School of Universitat Ramon Llull, Barcelona per ensenyar als estudiants MBA a iniciar els seus propis negocis o anar a treballar.
En 2012 Schank fundà XTOL (Experiential Training Online) que "dissenya cursos experimentals learn-by-doing per al seu ús per universitats, empreses i organitzacions professionals, així com els programes de mestratge en col·laboració amb les universitats que atorguen títols arreu del món."

## Reformador educatiu
Schank creu que el sistema educatiu està fonamentalment fallit i que el programari haurà de reemplaçar els mètodes d'ensenyament convencionals. Per servir a aquest propòsit va fundar Engines for Education el 2001, una organització sense ànim de lucre que dissenya i implementa programes d'estudis per a les escoles primàries i secundàries, i allotja la Virtual International Science and Technology Academy (VISTA).

## Influència
Schank va ser un pioner de la intel·ligència artificial i psicologia cognitiva en els anys 1970 i 1980. Les seves innovacions en aquests camps foren la teoria de la dependència conceptual i el raonament basat en casos, dos dels quals desafiaren les visions cognitivistes de la memòria i el raonament.
El 1969 Schank va introduir la teoria de la dependència conceptual a la comprensió del llenguatge natural. Aquest model, basat en part en el treball de Sydney Lamb, va ser utilitzat àmpliament pels alumnes de Schank a la Universitat Yale, com ara Robert Wilensky, Wendy Lehnert, i Janet Kolodner.
El raonament basat en casos (CBR) es basa en el model de memòria dinàmica de Schank i fou la base del primers sistemes CBR: el CYRUS de Janet Kolodner i l'IPP de Michael Lebowitz.
Altres escoles de CBR i camps molt afins van sorgir en la dècada de 1980, investigant temes com el CBR en el raonament jurídic, el raonament basat en la memòria (una manera de raonar a partir d'exemples en les màquines massivament paral·leles), i combinacions de CBR amb altres mètodes de raonament. En la dècada de 1990 l'interès en el CBR va anar creixent, com ho demostra la creació d'una Conferència Internacional sobre Raonament basat en Casos el 1995, així com tallers CBR europeus, britànics, italians, i altres.
La tecnologia CBR ha produït una sèrie reeixida de sistemes desplegats abans del primer CLAVIER de Lockheed, un sistema per a la col·locació de peces de material compost que es couen en un forn de convecció industrial. El CBR s'ha utilitzat àmpliament en aplicacions help desk com el sistema de Compaq SMART i ha trobat una àrea d'aplicació important en les ciències de la salut.

## Obres
- Schank, Roger. Teaching Minds: How Cognitive Science Can Save Our Schools. NewYork: Teachers College Press, 2011, ISBN 978-0-8077-5266-1 (paper) and ISBN 978-0-8077-5267-8 (hardcover).
- Schank, Roger, Dimitris Lyras and Elliot Soloway. The Future of Decision Making: How Revolutionary Software Can Improve the Ability to Decide. New York: Palgrave Macmillian, 2010. ISBN 978-0-230-10365-8
- Schank, Roger. Lessons in Learning, e-Learning, and Training: Perspectives and Guidance for the Enlightened Trainer. Pfeiffer, 2005. ISBN 0-7879-7666-0.
- Schank, Roger. Scrooge Meets Dick and Jane. Mahwah: Lawrence Erlbaum, 2001, ISBN 0-8058-3877-5.
- Schank, Roger. Dynamic Memory Revisited, 2nd Edition. Nova York: Cambridge University Press, 1999, ISBN 0-521-63398-2.
- Schank, Roger and Gary Saul Morson. Tell Me A Story: Narrative and Intelligence. Northwestern University Press, 1995. ISBN 0-8101-1313-9.
- Schank, Roger and Chip Cleary, Engines for Education. Hillsdale, NJ: Lawrence Erlbaum, 1995.
- Schank, Roger. The Connoisseur's Guide to the Mind: How we think, How we learn, and what it means to be intelligent. Summit Books, 1991.
- Schank, Roger. Tell Me A Story: A new look at real and artificial memory. Scribners, 1990.
- Schank, Roger and Peter Childers. The Creative Attitude: Learning to Ask and Answer the Right Questions. MacMillan Publishing Company, 1988, ISBN 0-02-607170-3.
- Schank, Roger. The Cognitive Computer: On Language, Learning and Artificial Intelligence. Reading: Addison Wesley, 1984.
- Schank, Roger. Dynamic Memory: A Theory of Learning in Computers and People. Nova York: Cambridge University Press, 1982.
- Schank, Roger and Robert P. Abelson. Scripts, plans, goals and understanding: An inquiry into human knowledge structures, Erlbaum, 1977. ISBN 0-470-99033-3.
- Schank, Roger. Conceptualizations underlying natural language. In Computer Models of Thought and Language, R. Schank & K. Colby, eds. San Francisco: W.H. Freeman, 1973.